# Franz Beckenbauer Cup
De Franz Beckenbauer Cup is de prijs die de winnaar van een voetbalwedstrijd die jaarlijks wordt georganiseerd door het Duitse FC Bayern München ontvangt. De beker is vernoemd naar Franz Beckenbauer. De eerste editie werd gehouden op 15 augustus 2007 en gewonnen door FC Barcelona. Deze wedstrijd was tevens het afscheidsduel van de Duitse Bayern-speler Mehmet Scholl.

## Winnaars van de Franz Beckenbauer Cup
| Jaar       | Winnaar        | Verliezend finalist | Uitslag      | Scorers                |
| 2007       | FC Barcelona   | FC Bayern München   | 1-0          | Lionel Messi 85'       |
| 2008       | Internazionale | FC Bayern München   | 1-0          | Alessandro Mancini 53' |
| 2009       | Audi Cup       | Audi Cup            | Audi Cup     | Audi Cup               |
| 2010       | Real Madrid    | FC Bayern München   | 0-0 (4-2 ns) |                        |
| 2011-heden | Audi Cup       | Audi Cup            | Audi Cup     | Audi Cup               |